# マルガレーテ・フォン・ザクセン (1469-1528)
マルガレーテ・フォン・ザクセン（ドイツ語：Margarete von Sachsen, 1469年8月4日 - 1528年12月7日）は、ブラウンシュヴァイク＝リューネブルク公ハインリヒ1世の妃。

## 生涯
マルガレーテはザクセン選帝侯エルンストと、バイエルン・ミュンヘン公アルブレヒト3世の娘エリーザベトの間の娘である。兄フリードリヒ3世およびヨハンはザクセン選帝侯となり、姉クリスティーナはデンマーク王ハンスの妃となった。
マルガレーテは1487年2月27日にツェレでブラウンシュヴァイク＝リューネブルク公ハインリヒ1世と結婚した。ハインリヒ１世はすでに12歳のころからザクセン宮廷で過ごしていた。結婚に向けての話し合いはおそらく1469年に始まり、ハインリヒ1世の父オットー5世はマルガレーテの大叔父ヴィルヘルム3世と同盟を結んだ。ザクセン側はツェレ城の拡張工事が完了するまで結婚を遅らせ、ツェレとツェレ城はマルガレーテの寡婦産（Wittum）とされた。
マルガレーテは1528年に死去し、ヴァイマルの聖ペーター・ウント・パウル教会に埋葬された。

## 子女
- アンナ（1492年 - ?）
- エリザベス（1494年 - 1572年） -  ゲルデルン公カレルと結婚
- オットー（1495年 - 1549年） - ブラウンシュヴァイク＝リューネブルク公
- エルンスト1世（1497年 - 1546年） - ブラウンシュヴァイク＝リューネブルク公
- アポロニア（1499年 - 1571年） - 修道女
- アンナ（1502年 - 1568年） - ポンメルン公バルニム9世と結婚
- フランツ（1508年 - 1549年） - ブラウンシュヴァイク＝ギフホルン公